# アレアレア
アレアレア（AREAREA）は、東京都立川市のJR立川駅南口にある複合商業施設。

## 概要
かつて、アレアレアビルのあった場所で営業をしていた地元商店（地権者）が「立川みなみルネッサンス21」という再開発事業検討会（立川駅南口11・12街区共同事業）を発足。後に地権者組合を経て、受託会社である「有限会社立川みなみルネッサンス」を設立した。
東急ストアなどが出店することになり、2005年4月8日に開業した。
JR立川駅南口と多摩都市モノレール立川南駅の間に位置し、JRの駅より（北側）の「アレアレア1」とモノレール駅隣接（南側）の「アレアレア2」の2棟の建物からなる。両駅とはペデストリアンデッキ（歩行者専用橋）により連結されている。2棟の建物の間には、別の建物があるため、2棟自体はつながってはいない。

### 名称の由来
- フランスの画家ポール・ゴーギャンの作品名から。
- ポリネシア語で「たのしい」

## 沿革
- 2000年（平成12年） - 事業化検討協議会「立川みなみルネッサンス21」発足[要出典]
- 2001年（平成13年） - 準備組合発足[要出典]
- 2002年（平成14年） - 準備組合が地権者組合に移行。有限会社立川みなみルネッサンス設立[要出典]
- 2005年（平成17年）4月8日[4] - 開業[5]

## フロア・店舗
フロア構成や出店店舗全店の一覧・詳細情報は公式サイト「フロアガイド」を参照。

### ラーメンスクエア
ラーメンのフードテーマパークで、アレアレア2の3階にある。
開業初年度はラーメンブームが起きていたことなどが影響し、約150万人の入場者があった。
入居するラーメン店は7店舗であるが、流行などに合わせて入れ替えを行っているため、開業から10年間で47店が入れ替わった。
出店店舗全店の一覧・詳細情報は公式サイト「フロアガイド」を参照。
フロア全体のデザインは、1960～70年代と思われるニューヨークをイメージしたもので、中心部分がイベント広場にもなっている。コミュニティFMのFMたちかわのサテライトスタジオもある。

## アレアガールズ
アレアレア開業10周年を記念して、アレアレア広報大使として2015年9月5日に誕生した、アリスプロジェクトによるアイドルユニット。毎週金曜に行われているアイドルイベント「ドリーム☆アイドレア」に出演しているメンバーから選抜された。アレアレアの広報活動だけではなく「立川全体を盛り上げていく」ことを目標に活動。メンバーは最強の地下アイドル「仮面女子」の候補生として秋葉原を中心に活動している。
初代メンバーは猪狩ともか、乙木伽奈、桃原里香、瀬崎結菜、片寄菜々、新城ひめり、白羽都々華、山下ゆあ。

### オリジナル楽曲
- アレアレア！！[10]

## 所在地
- アレアレア1　東京都立川市柴崎町3-6-2
  - 北緯35度41分47.8秒 東経139度24分48.3秒 / 北緯35.696611度 東経139.413417度
- アレアレア2　東京都立川市柴崎町3-6-29[4]
  - 北緯35度41分46.5秒 東経139度24分47.3秒 / 北緯35.696250度 東経139.413139度